# São João da Pesqueira
São João da Pesqueira és un municipi portuguès, situat al districte de Viseu, a la regió del Nord i a la Subregió del Douro. L'any 2001 tenia 8.656 habitants. Es divideix en 14 freguesies. Limita al nord amb Alijó, al nord-est amb Carrazeda de Ansiães, a l'est amb Vila Nova de Foz Côa, al sud-est amb Penedono, al sud amb Sernancelhe, a l'oest amb Tabuaço i al nord-oest amb Sabrosa.

## Població
| Població del concelho de São João da Pesqueira (1801 – 2004) | Població del concelho de São João da Pesqueira (1801 – 2004) | Població del concelho de São João da Pesqueira (1801 – 2004) | Població del concelho de São João da Pesqueira (1801 – 2004) | Població del concelho de São João da Pesqueira (1801 – 2004) | Població del concelho de São João da Pesqueira (1801 – 2004) | Població del concelho de São João da Pesqueira (1801 – 2004) | Població del concelho de São João da Pesqueira (1801 – 2004) | Població del concelho de São João da Pesqueira (1801 – 2004) |
| ------------------------------------------------------------ | ------------------------------------------------------------ | ------------------------------------------------------------ | ------------------------------------------------------------ | ------------------------------------------------------------ | ------------------------------------------------------------ | ------------------------------------------------------------ | ------------------------------------------------------------ | ------------------------------------------------------------ |
| 1801                                                         | 1849                                                         | 1900                                                         | 1930                                                         | 1960                                                         | 1981                                                         | 1991                                                         | 2001                                                         | 2004                                                         |
| 3203                                                         | 5734                                                         | 12505                                                        | 12764                                                        | 15124                                                        | 10219                                                        | 9581                                                         | 8653                                                         | 8367                                                         |

## Freguesies
- Castanheiro do Sul
- Ervedosa do Douro
- Espinhosa
- Nagozelo do Douro
- Paredes da Beira
- Pereiros
- Riodades
- São João da Pesqueira
- Soutelo do Douro
- Trevões
- Vale de Figueira
- Valongo dos Azeites
- Várzea de Trevões
- Vilarouco
- Vidigal